# 대림 (발해)
대림(大琳, ?~?)은 발해의 왕족이다.

## 생애
729년 8월, 발해 무왕의 동생인 그는 당나라 조정에 가서 중랑장군을 맡으며 숙위로 지냈다.